# インタレスト・カバレッジ・レシオ
インタレスト・カバレッジ・レシオ（ICR：Interest Coverage Ratio）は、財務分析上の指標の一つ。
事業利益（営業利益と受取利息・受取配当金の合計）が金融費用（支払利息と割引料の合計）の何倍か表す比率をいう。
- （営業利益＋受取利息＋受取配当金）÷（支払利息＋割引料）[1]

主に、企業の安全性分析に用いられる。損益計算書上の数値から企業の利子支払能力を測ることができるところに、その特色がある。支払利息に対する、営業キャッシュフローと支払利息と税金の合計額の比率を指す場合もある。